# Synagoga w Rymanowie
Synagoga w Rymanowie – synagoga znajdująca się w Rymanowie przy ulicy Pięknej pod numerem 2. Jest drugą najstarszą synagogą na Podkarpaciu i jedną z najstarszych w Polsce.

## Historia
Synagoga została zbudowana w pierwszej połowie XVII lub pod koniec XVI wieku. Mogła być wzorowana na krakowskiej synagodze Kupa. W 1920 przeszła gruntowny remont, między innymi zlikwidowano sklepienie kolebkowe oraz wprowadzono elementy wiedeńskiej secesji. Podczas II wojny światowej hitlerowcy zdewastowali synagogę i urządzili w niej magazyn zrabowanego mienia żydowskiego, a następnie zboża. Podczas działań wojennych w 1944 budynek został nieznacznie uszkodzony i mieścił się w nim radziecki szpital wojenny.
Po zakończeniu wojny rozebrano dach budowli. W 1957 wybuchł pożar, który dopełnił zniszczenia bożnicy. Po tym wydarzeniu podjęto decyzję o rozbiórce synagogi – wówczas rozebrano przylegające do niej murowane przybudówki oraz część murów głównej sali modlitewnej. Pozyskany kamień wywożono do utwardzania dróg. Dopiero protest ówczesnego powiatowego konserwatora zabytków w Sanoku, Stefana Stefańskiego, powstrzymał dewastację obiektu. Od tego czasu synagoga pozostawała opuszczona w stanie kompletnej ruiny.
W 2005, na mocy ustawy z 1997 o restytucji mienia żydowskiego, synagoga została przekazana Fundacji Ochrony Dziedzictwa Żydowskiego.

## Renowacja
W marcu 2005, z inicjatywy Congregation Menachem Zion z Nowego Jorku i Fundacji Ochrony Dziedzictwa Żydowskiego, rozpoczął się remont budowli. W pierwszym etapie prac usunięto drzewa rosnące na szczycie synagogi, odbudowano górną partię murów, uzupełniając ich ubytki, położono dach i posadzkę oraz wstawiono okna i drzwi. Etap ten został zakończony 28 maja, w rocznicę śmierci Menachema Mendla. Wówczas w synagodze odbyło się pierwsze od ponad 60 lat nabożeństwo, w którym udział wzięło ponad stu chasydów ze Stanów Zjednoczonych. 
Kolejne prace remontowe ruszyły w 2006 i trwają do dzisiaj. Prowadzone są we wnętrzu budynku. Środki na remont bożnicy zgromadzone zostały głównie dzięki działalności rabina Menachema Abrahama Reicha. Jest to pierwszy w Polsce powojenny projekt odbudowy synagogi w celach sakralnych. Ma ona służyć chasydom pielgrzymującym do grobu cadyka Menachema Mendla, ale także jako centrum edukacji i dialogu między religiami.
W dniu 13 kwietnia 2007 dokonano aktu wandalizmu: nieznani sprawcy wybili kamieniami nowe okna synagogi. W maju 2008 po raz drugi wybito nowe okna budynku.

## Architektura
Murowany z cegły palonej, kamieni rzecznych oraz ciosów z piaskowca orientowany budynek synagogi wzniesiono na planie prostokąta o wymiarach 17,0 x 21,0 m, z murami o wysokości 0k. 11,0 m i grubości 2,0 m w stylu barokowym. Został on wkomponowany w układ murów miejskich. Wewnątrz znajduje się kwadratowa sala modlitewna oraz w północno-zachodnim narożniku okrągła wieżyczka, która spełniała funkcje obserwacyjno-obronne. W piwnicach najprawdopodobniej mieściło się gminne więzienie. Do czasów II wojny światowej do synagogi przylegały przybudówki: w południowej znajdował się niski babiniec połączony z salą rzędem charakterystycznych otworów, a w zachodniej siedziba stowarzyszenia dobroczynnego Jad Charuzim i Zgromadzenia Rzemieślników Żydowskich, cheder rabina Szymona Nosla oraz izba kahalna.
W głównej sali modlitewnej znajdują się cztery ośmiometrowe kolumny o przekroju 50 x 50 cm z korynckimi głowicami, zwieńczone czworobokiem półkolistych arkad wstawione podczas przebudowy ok. 1824. Kapitele kolumn wykonane są z gipsu i reprezentują styl wiedeńskiego eklektyzmu. Ich niezwykła smukłość wymagała wzmocnienia konstrukcyjnego, które uzyskano przez zastąpienie pierwotnego przykrycia sali głównej płaskim stropem na belkach stalowych z ceramicznym wypełnieniem (strop Kleina). Między nimi dawniej znajdowała się bima.
Płaszczyzny ścian podzielone są na cztery kondygnacje. Na drugim poziomie znajduje się ciąg arkad, które wypełnione są pozostałościami malowanych farbą klejową hebrajskich i aramejskich tekstów modlitw przewidzianych na poszczególne święta żydowskie. Ponad połowę spośród 39 tablic inskrypcyjnych wypełniają cytaty z Gemary (z traktatu Berachot). Niektóre teksty tradycyjnie występują w postaci mnemotechnicznych skrótów, jak na przykład סמוט (samut), אטלס (atlas), דמשק (dameszek).
W synagodze można znaleźć inskrypcje redakcyjne – na przykład pod modlitwą w języku aramejskim odnotowano: "Te święte słowa zostały zebrane i uporządkowane przez uczonego Elimelecha Zeewa, syna uczonego Awrahama Jehoszui błogosławionej pamięci". W jednym przypadku zachowała się także inskrypcja fundacyjna z XX w. u dołu kilku tablic inskrypcyjnych: "Napisane przez Jicchaka, syna Chaji Gitel". Do niedawna na ścianie zachodniej, u dołu obrazu, widoczna była jeszcze sygnatura "B. Fas", prawdopodobnie z 1920 roku. 
Na trzecim poziomie znajdują się freski przedstawiające Ścianę Płaczu, pałac Dawida, cztery symboliczne przedstawienia zwierząt: tygrysa, orła, jelenia i lwa. W wolnych partiach ścian znajdowały się wzorzyste, wielobarwne malowidła kobiercowe. Polichromie zostały wykonane przez malarza Berla Fasa z pomocą jego trzech synów: Barucha, Symchy i Meira, między rokiem 1920, kiedy przeprowadzono generalny remont budynku, a 1935, kiedy ich autor wyemigrował do Palestyny.
Na ścianie wschodniej zachowała się wnęka po Aron ha-kodesz, z pozostałościami inskrypcji hebrajskich, a na ścianie południowej okna babińca, przez które kobiety mogły śledzić przebieg nabożeństwa. W narożniku synagogi są także dobudowane kręte schody, prowadzące na nieistniejący obecnie strych.

## Galeria

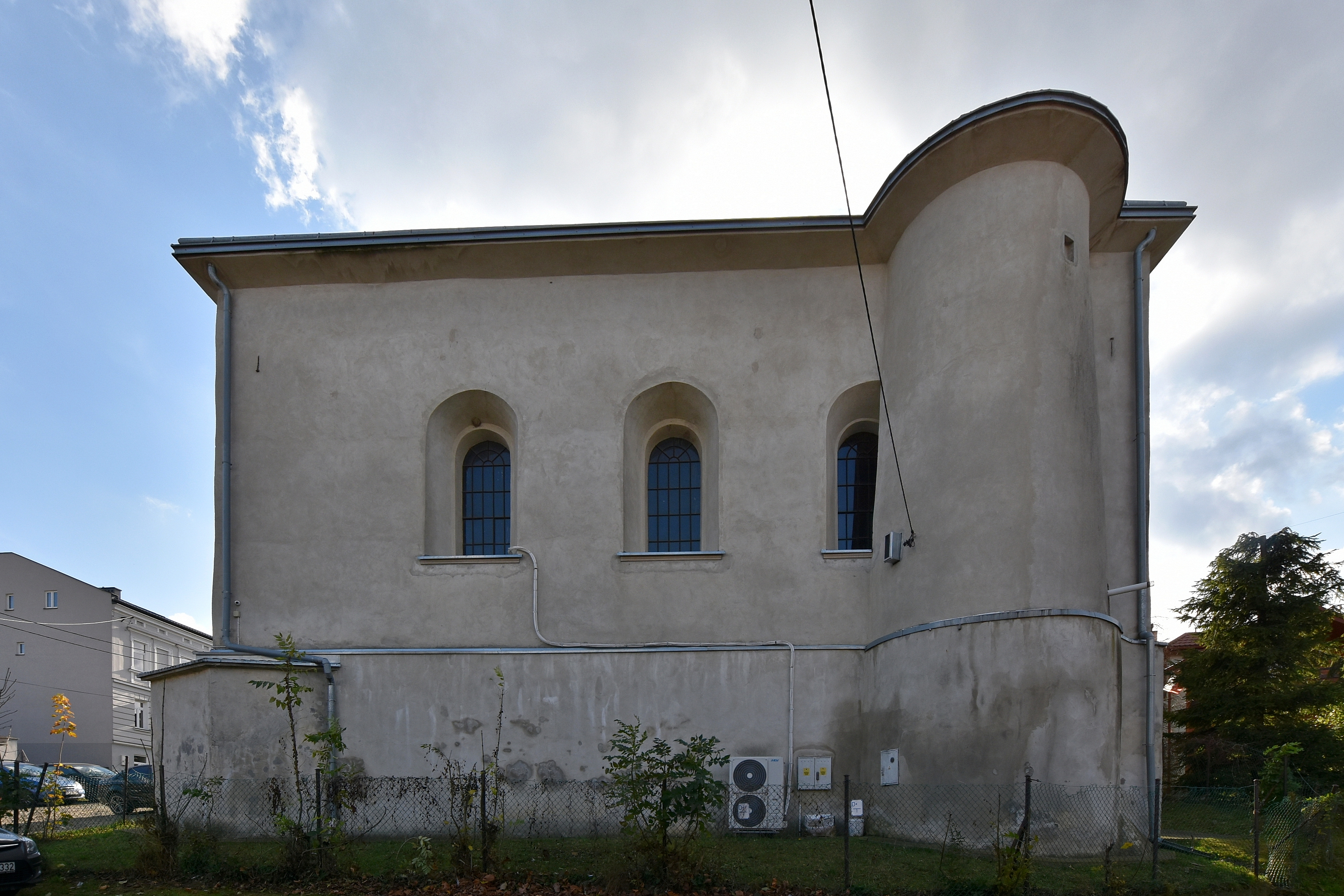
Elewacja północna
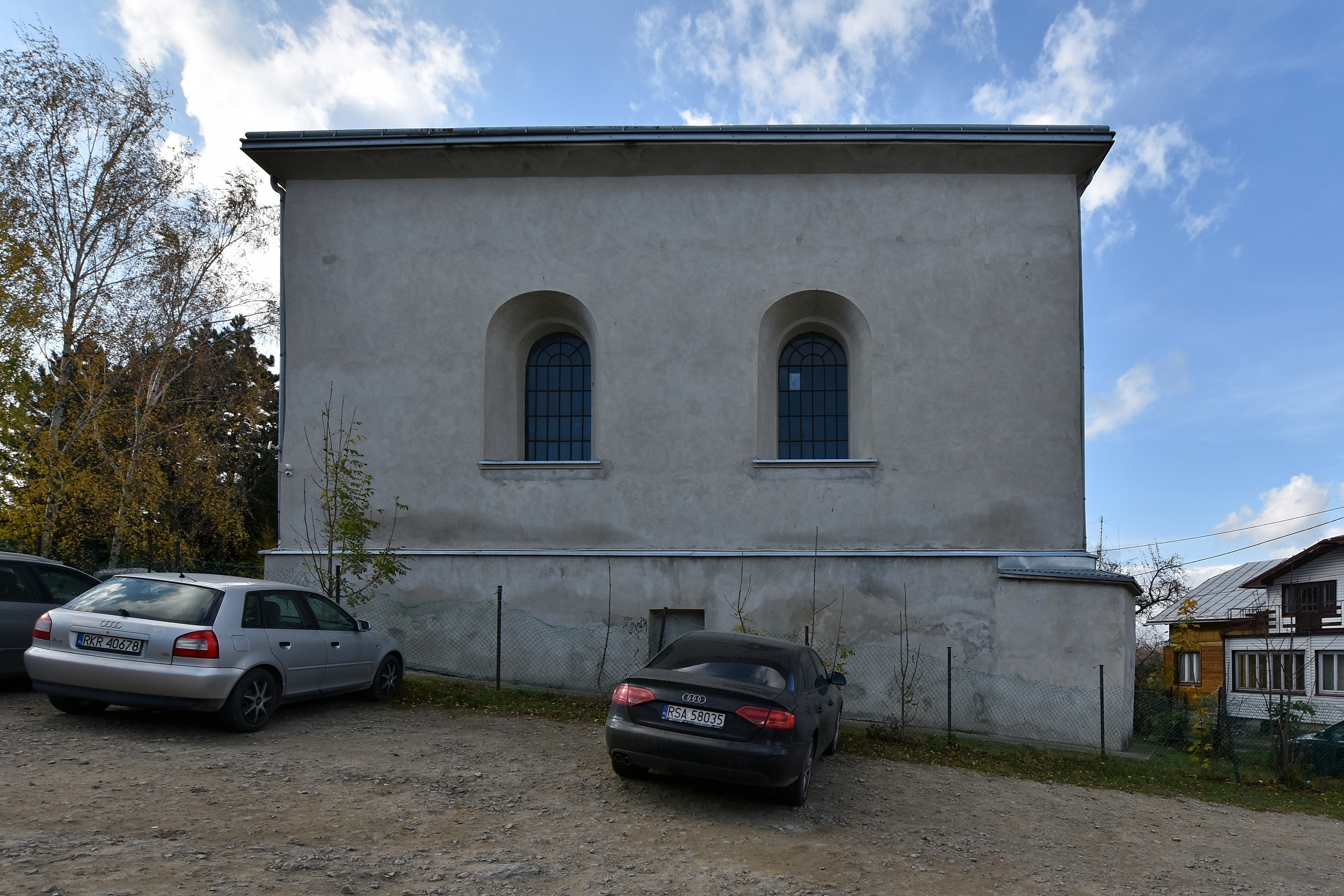
Elewacja wschodnia
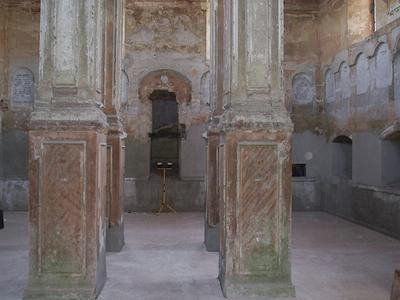
Wnętrze w 2005